# Sam Hennings
Sam Hennings (* 17. Dezember 1950 in Macon, Georgia) ist ein US-amerikanischer Schauspieler.

## Leben und Karriere
Hennings verbrachte einen Großteil seiner Jugend in Athens, Georgia. Er hat deutsche, englische, schottische und Cherokee-Vorfahren. Hennings lebte während eines Großteils seiner Karriere als Schauspieler in New York City, San Francisco und Los Angeles.
Hennings ist seit 1985 als Schauspieler aktiv. Er spielte in einer Vielzahl von Filmen und Fernsehsendungen auf. Dazu gehörten mehr als 70 Kinofilme und Fernsehproduktionen. Im Kino war er unter anderem in der Filmtrilogie The Work and the Glory, in Martin Scorseses Aviator mit Leonardo DiCaprio, in Havoc mit Anne Hathaway, Ten Tricks mit Lea Thompson, Drop Zone mit Wesley Snipes, Shout mit John Travolta, Seasons of the Heart, Point Last Seen mit Linda Hamilton, The Hank Gathers Story mit George Kennedy, Gideon Oliver mit Louis Gossett junior zu sehen. Er spielte in verschiedenen Fernsehserien, unter anderem in The Magnificent Seven, 24, CSI: Miami und CSI: Den Tätern auf der Spur, Emergency Room, King Pin, E-Ring und Raumschiff Enterprise: Das nächste Jahrhundert. Wiederkehrende Rollen hatte er in der CBS-Serie JAG – Im Auftrag der Ehre, außerdem in Resurrection Boulevard, in Pensacola – Flügel aus Stahl und in Wings of Gold als James Brolins Bruder.
2007 hatte er eine wiederkehrende Gastrolle in der von Turner Network Televisions ausgestrahlten Serie Saving Grace als Holly Hunters Bruder. 2009 spielte er gemeinsam mit Josh Lucas in dem Thriller Stolen Lives.
Von September bis Oktober 2003 wirkte er am Theater in Los Angeles in dem Stück Ten Tricks mit, welches 2006 verfilmt wurde. In dem Stück geht es um das Leben von Prostituierten und Zauberkünstlern.

## Filmografie (Auswahl)
- 1985: Das Model und der Schnüffler (Moonlighting, Fernsehserie, eine Folge)
- 1986: Dallas (Fernsehserie, eine Folge)
- 1986: Alfred Hitchcock Presents (Alfred Hitchcock Presents, Fernsehserie, eine Folge)
- 1986: Jo Jo Dancer – Dein Leben ruft (Jo Jo Dancer, Your Life Is Calling)
- 1988: Raumschiff Enterprise: Das nächste Jahrhundert (Star Trek: The Next Generation, Fernsehserie, eine Folge)
- 1988: On our Own
- 1989: Gideon Oliver (Fernsehserie, eine Folge)
- 1990: Night Angel
- 1991: Jake und McCabe (Jake and the Fatman, Fernsehserie, eine Folge)
- 1991: Shout
- 1992: Letzter Applaus für einen Basketballstar (Final Shot: The Hank Gathers Story)
- 1993: Seasons of the Heart
- 1994: Drop Zone
- 1995: Behind the Waterfall
- 1995: Mord ist ihr Hobby (Murder She Wrote, Fernsehserie, eine Folge)
- 1997: Verhängnisvolle Erbschaft (The Beneficiary, Fernsehfilm)
- 1998: Die glorreichen Sieben (The Magnificent Seven , Fernsehserie, eine Folge)
- 1998: Spuren im Sand (Point Last Seen, Fernsehfilm)
- 1998; 2001: JAG – Im Auftrag der Ehre (JAG, Fernsehserie, 4 Folgen)
- 1999: Killing Off (Kurzfilm)
- 2002; 2009: CSI: Den Tätern auf der Spur (CSI: Crime Scene Investigation, Fernsehserie, 2 Folgen)
- 2003: The Lone Ranger (Fernsehfilm)
- 2003: Emergency Room – Die Notaufnahme (ER, Fernsehserie, eine Folge)
- 2004: The Work and the Glory
- 2004: Aviator (The Aviator)
- 2005: Havoc
- 2005: Die Kreuzritter 2 (Soldier of God)
- 2005: The Work and the Glory: American Zion
- 2005–2006: E-Ring – Military Minds (E-Ring, Fernsehserie, 2 Folgen)
- 2006: The Work and the Glory III: A House Divided
- 2007: Saving Grace (Fernsehserie, 2 Folgen)
- 2009: Tödliche Augenblicke (Stolen Lives)
- 2009: Eleventh Hour – Einsatz in letzter Sekunde (Eleventh Hour, Fernsehserie, eine Folge)
- 2009: Dollhouse (Fernsehserie, eine Folge)
- 2009: Cold Case – Kein Opfer ist je vergessen (Cold Case, Fernsehserie, eine Folge)
- 2009: CSI: Miami (Fernsehserie, eine Folge)
- 2011: Supernatural (Fernsehserie, eine Folge)
- 2012: Criminal Minds (Fernsehserie, eine Folge)
- 2013: Gangster Chronicles (Pawn Shop Chronicles)
- 2022: 10 Tricks
- 2024: The Neon Highway
- 2024: Caddo Lake